# Robin Walter
Robin Walter (9 de julio de 1999) es un deportista alemán que compite en tiro, en la modalidad de pistola.
En los Juegos Europeos de Cracovia 2023 consiguió una medalla de plata en la prueba de pistola 10 m. Ganó cuatro medallas en el Campeonato Europeo de Tiro entre los años 2021 y 2024.

## Palmarés internacional
| Juegos Europeos    | Juegos Europeos     | Juegos Europeos   | Juegos Europeos    |
| Año                | Lugar               | Medalla           | Prueba             |
| ------------------ | ------------------- | ----------------- | ------------------ |
| 2023               | Breslavia (Polonia) | Medalla de plata  | Pistola 10 m       |
| Campeonato Europeo |                     |                   |                    |
| Año                | Lugar               | Medalla           | Prueba             |
| 2021               | Osijek (Croacia)    | Medalla de bronce | Pistola 10 m       |
| 2022               | Hamar (Noruega)     | Medalla de oro    | Pistola 10 m       |
| 2022               | Hamar (Noruega)     | Medalla de oro    | Pistola 10 m mixto |
| 2024               | Győr (Hungría)      | Medalla de bronce | Pistola 10 m       |